# ソウルキャリバーVI
『ソウルキャリバーVI』（ソウルキャリバーシックス、SOULCALIBUR VI）は、バンダイナムコエンターテインメントより2018年10月に発売されたPlayStation 4、Xbox One、Steam用3D武器対戦格闘ゲーム。

## 概要
『ソウルシリーズ』のナンバリング第6作にしてシリーズ20周年記念作品。
コンセプトは「リブート」で、世界観や設定は前作『ソウルキャリバーV』の直接的な続編ではなく、『ソウルキャリバー』の物語の再構成となっている。これは複雑化したソウルシリーズの世界観の再認知を目的とし、シリーズ経験者はもとよりシリーズ未経験者や過去のシリーズプレイヤーも取り込む意図が込められているとされる。そのため、前作では死亡や消息不明、戦いから身を引いたキャラクター達も、今作でプレイアブルキャラクターとして再登場する。
今作ではステージの陰影表現を『ソウルキャリバー』に近いようなビジュアル表現を目指しており、ゲームエンジンは『アンリアルエンジン4』を利用している。ゲームシステム面でも『V』のクイックムーブが廃止され、「ソウルチャージ」システムや、上段・中段・下段関係なくガードし、反撃に転じる「リバーサルエッジ」などを、複雑なコマンドを使用せずとも簡単な操作で発動可能になっているなど、『V』以上に初心者でも楽しめるよう見直されている。
共同開発としてディンプスが参加、キャラクターデザインにはヒロアキが起用されている。

## 開発
本作の企画・開発に当たり、シリーズの歴代作品を見直し、どの要素がプレイヤーに受け入れられていたのか再検証した結果、「武器を手に闘う意味」と「プレイヤーが実際に武器を手に持ったかのような感覚で自在に振り回せること」、「3D空間の中を自由に動き回れること」、そして「シリーズの世界観を楽しめること」が該当することが判明した。
それを踏まえ、武器の特徴を踏まえた戦いの駆け引きを重視したほか、ストーリーモードの作りこみも強化された。
また、プロデューサーの大久保元博も、イベント会場の試遊版で遊ぶファンの様子を確認しており、トッププレイヤーの戦い方を参考に調整をすすめることもあった。

## 登場キャラクター
- 御剣
- ソフィーティア
- グロー
- シャンファ
- ナイトメア
- キリク
- アイヴィー
- ザサラメール
- ゲラルト（ウィッチャー3 ワイルドハントからのゲストキャラクター）[8]
- ジークフリート
- タキ
- 吉光
- マキシ
- タリム
- ヴォルド
- アスタロス
- ソン・ミナ
- アズウェル
- セルバンテス
- ラファエル
- インフェルノ（隠しキャラクター）

### シーズン1追加キャラクター
- ティラ
- 2B (ヨルハ二号B型)（ニーア オートマタからのゲストキャラクター) [9]
- エイミ
- カサンドラ

### シーズン2追加キャラクター
- ヒルダ
- 覇王丸（サムライスピリッツからのゲストキャラクター）
- 雪華
- 黄星京